# 周之翰 (萬曆進士)
周之翰（？—？），號景玉，湖廣承天府荊門縣人，明朝政治人物。

## 生平
萬曆十九年（1591年）辛卯科湖廣鄉試舉人。萬曆二十年（1592年），登壬辰科第二甲第二十八名進士，工部觀政，授户部主事，二十五年丁憂。三十年復除原职，苏州监兑，三十一年升员外郎，升戶部郎中，管通州粮储。

## 家族
曾祖周懷節；祖父周振榮；父周珀，典史。